# Ernst Streeruwitz
Ernst Streeruwitz (ur. 23 września 1874 w Mies, zm. 19 października 1952 w Wiedniu) − austriacki polityk, kanclerz.

## Życiorys
Był politykiem Austriackiej Partii Chrześcijańsko-Społecznej i od 1923 do 1934 był posłem do Rady Narodowej. W okresie od 4 maja 1929 do 26 września 1929 był kanclerzem Austrii i jednocześnie ministrem spraw zagranicznych.